# Андрієвка (Пурдошанське сільське поселення)
Андрі́євка (рос. Андреевка, ерз. Андреевка) — присілок у складі Темниковського району Мордовії, Росія. Входить до складу Пурдошанського сільського поселення.
Населення — 8 осіб (2010; 20 у 2002).
Національний склад (станом на 2002 рік):
- росіяни — 100 %